# مزرعه گندم
مزرعه گندم (به انگلیسی: The Wheat Field) مجموعه ای از نقاشی‌های رنگ روغن است که توسط ونسان ون گوگ در سن-رمی-دو-پروانس اجرا شده‌است. همه آن‌ها منظره ای را که ون گوگ از پنجره اتاق خواب خود در طبقه بالای نوانخانه نشان می‌دهد: میدانی که در زیر دیوارهای سنگی درست در زیر پنجره او محصور شده و توسط دیوارهای پشت نوانخانه از زندگی عادی مستثنا شده‌است. فراتر از این محوطه زراعی محصور، باغ‌های زیتون و تاکستان‌ها، در پای کوهی به نام لزالپی به سمت تپه‌ها قرار دارند.

## تابلوهای دیگر مجموعه مزرعه گندم

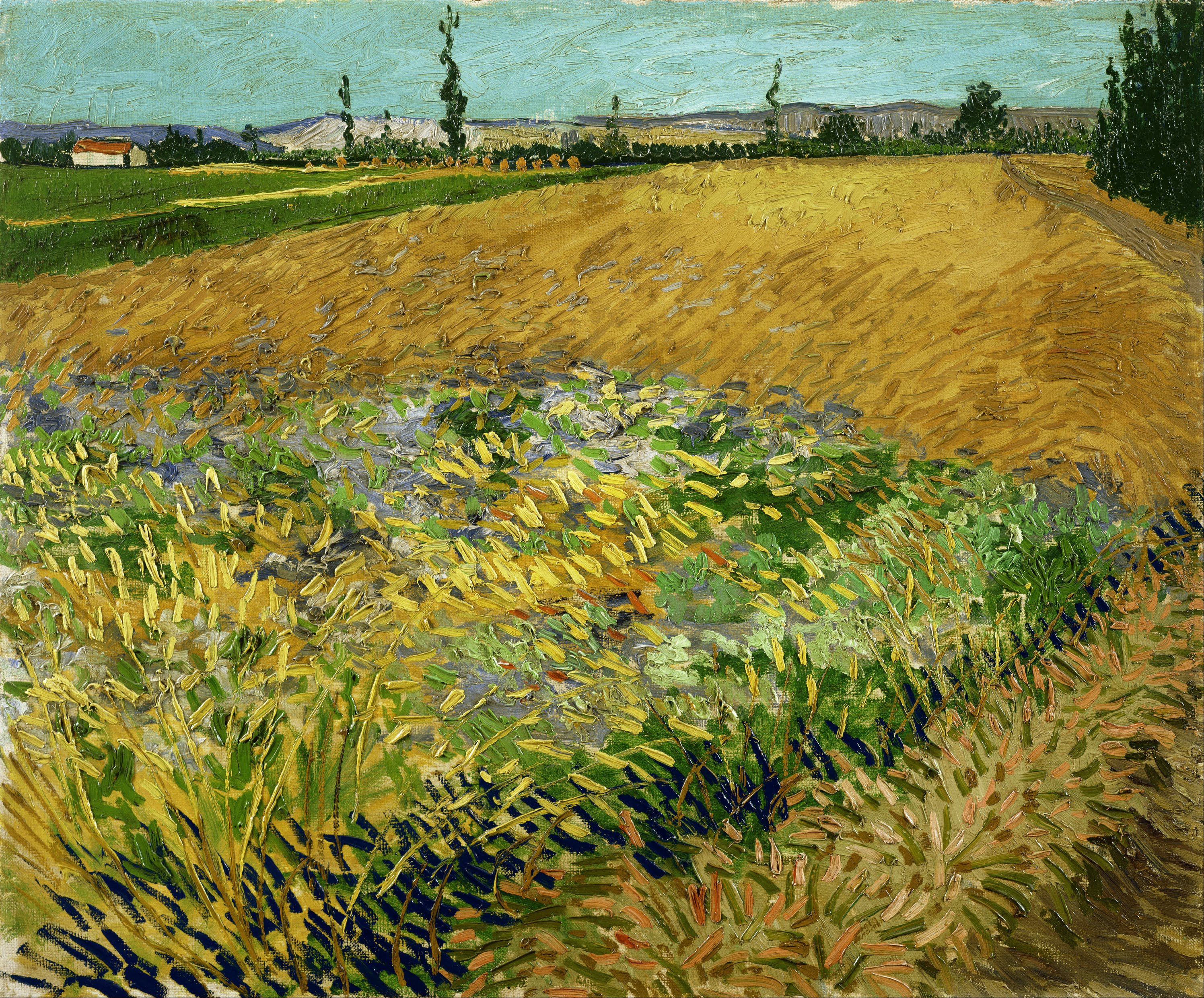
زمین‌های گندم، ژوئن ۱۸۸۸، موزه ون گوگ،  آمستردام، هلند (F411)
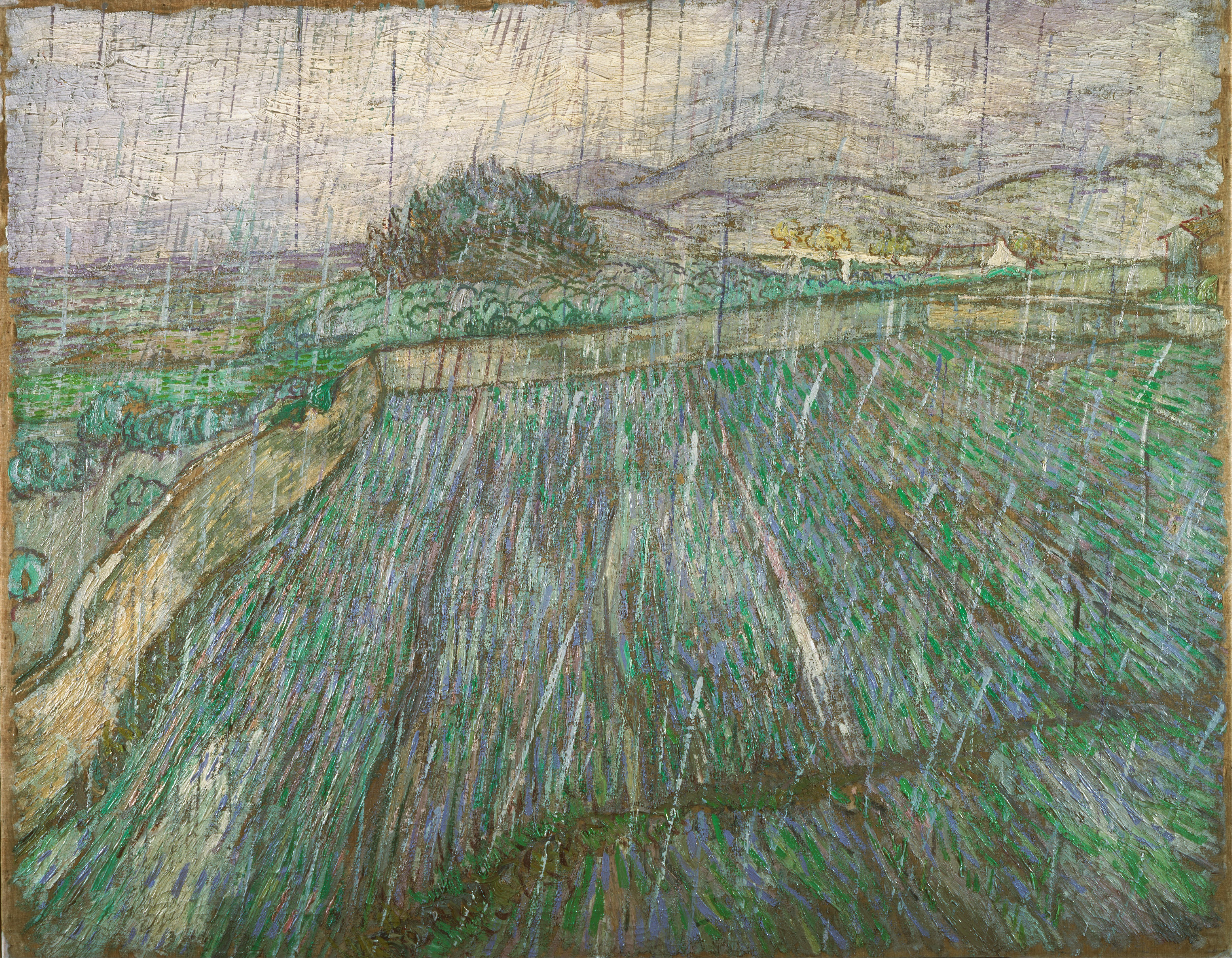
مزرعه گندم حین باران، نوامبر ۱۸۸۹، رنگ روغن روی بوم ، موزه هنر فیلادلفیا، (F650)
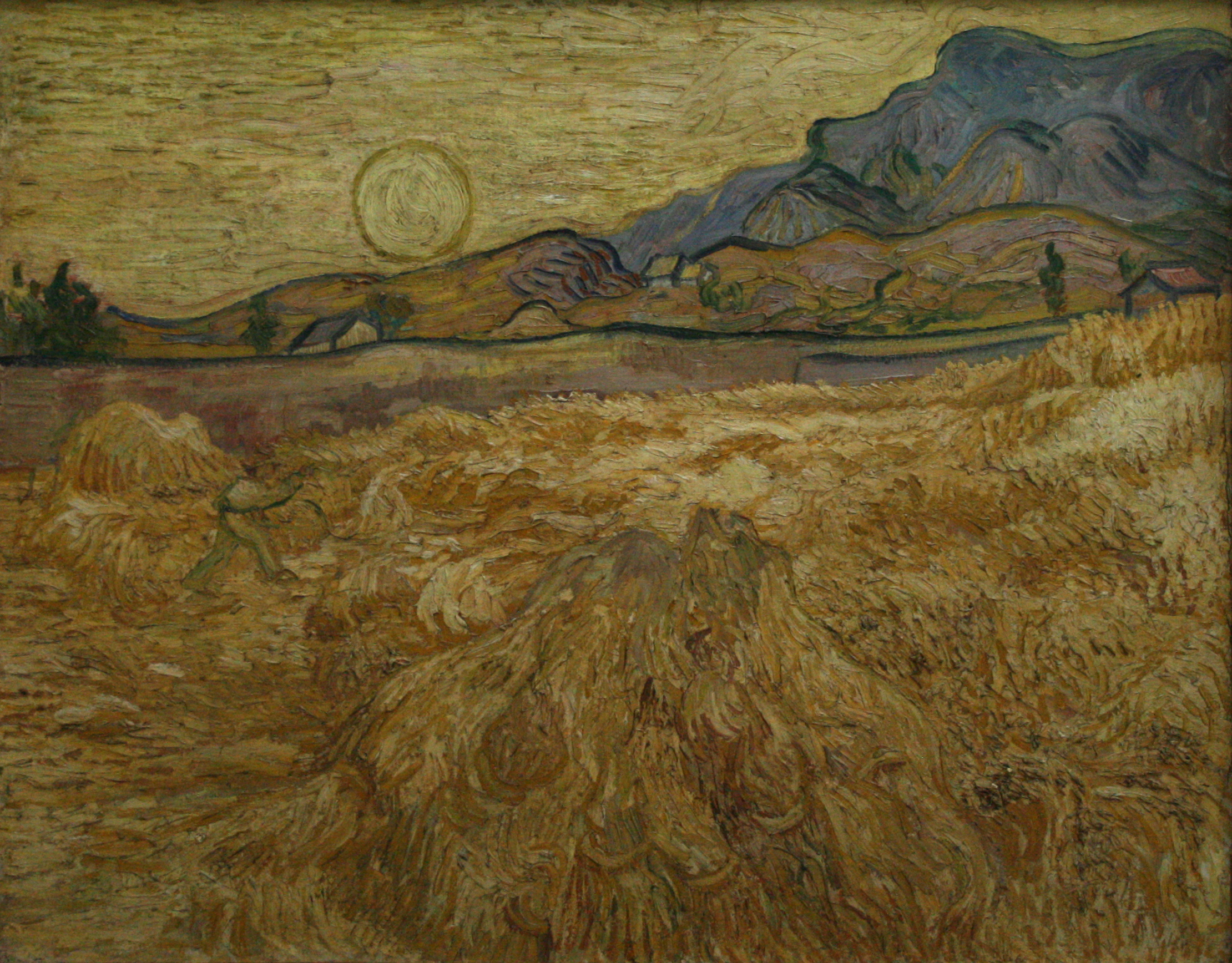
مزرعه گندم با ماشین درو و خورشید، اواخر ژوئن ۱۸۸۹، رنگ روغن روی بوم ، موزه کرولر-مولر، اوترلو، هلند (F617)
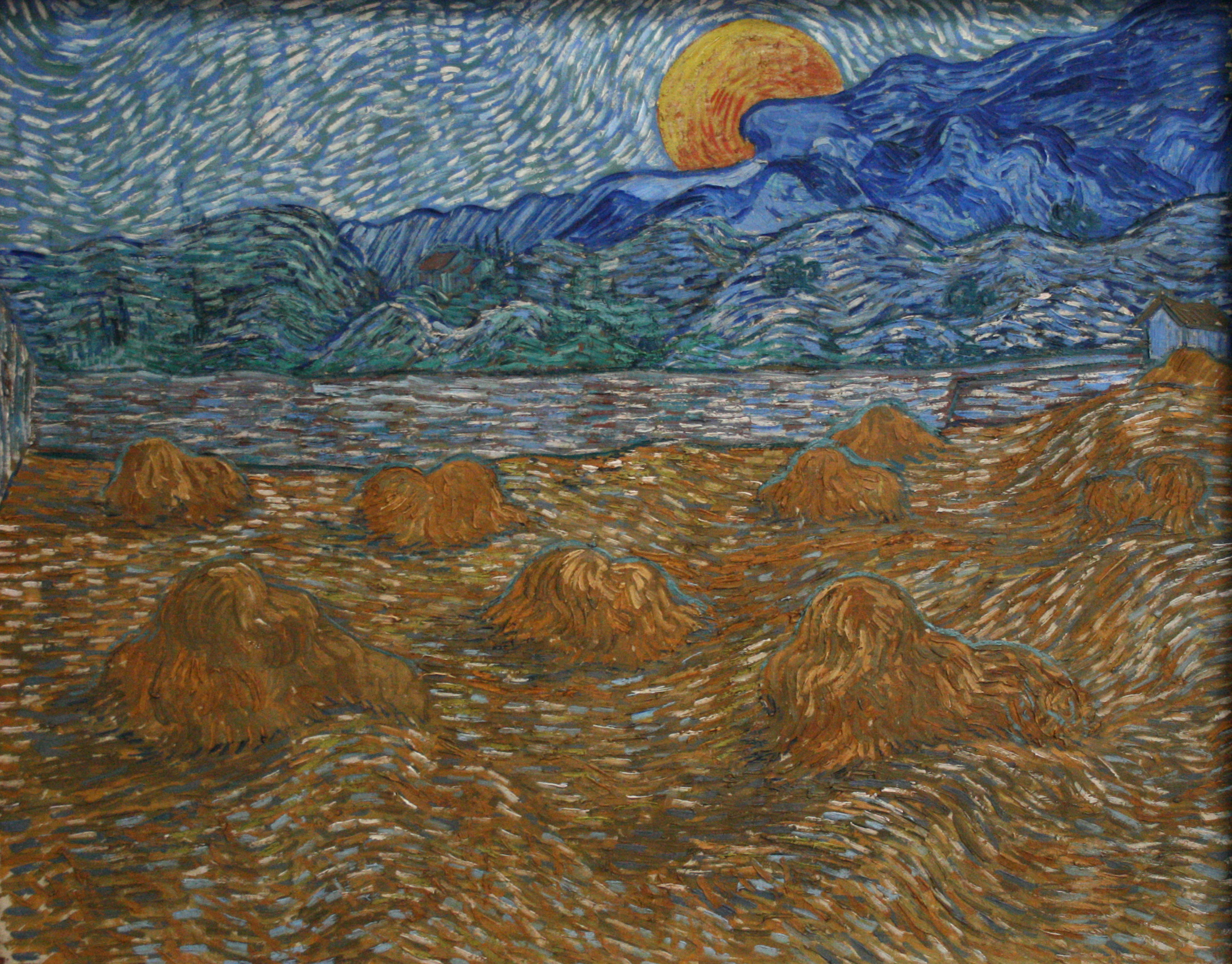
منظره ای با دسته‌های گندم و ماه در حال بالا آمدن، ژوئیه ۱۸۸۹، موزه کرولر-مولر، اوترلو، هلند (F735)
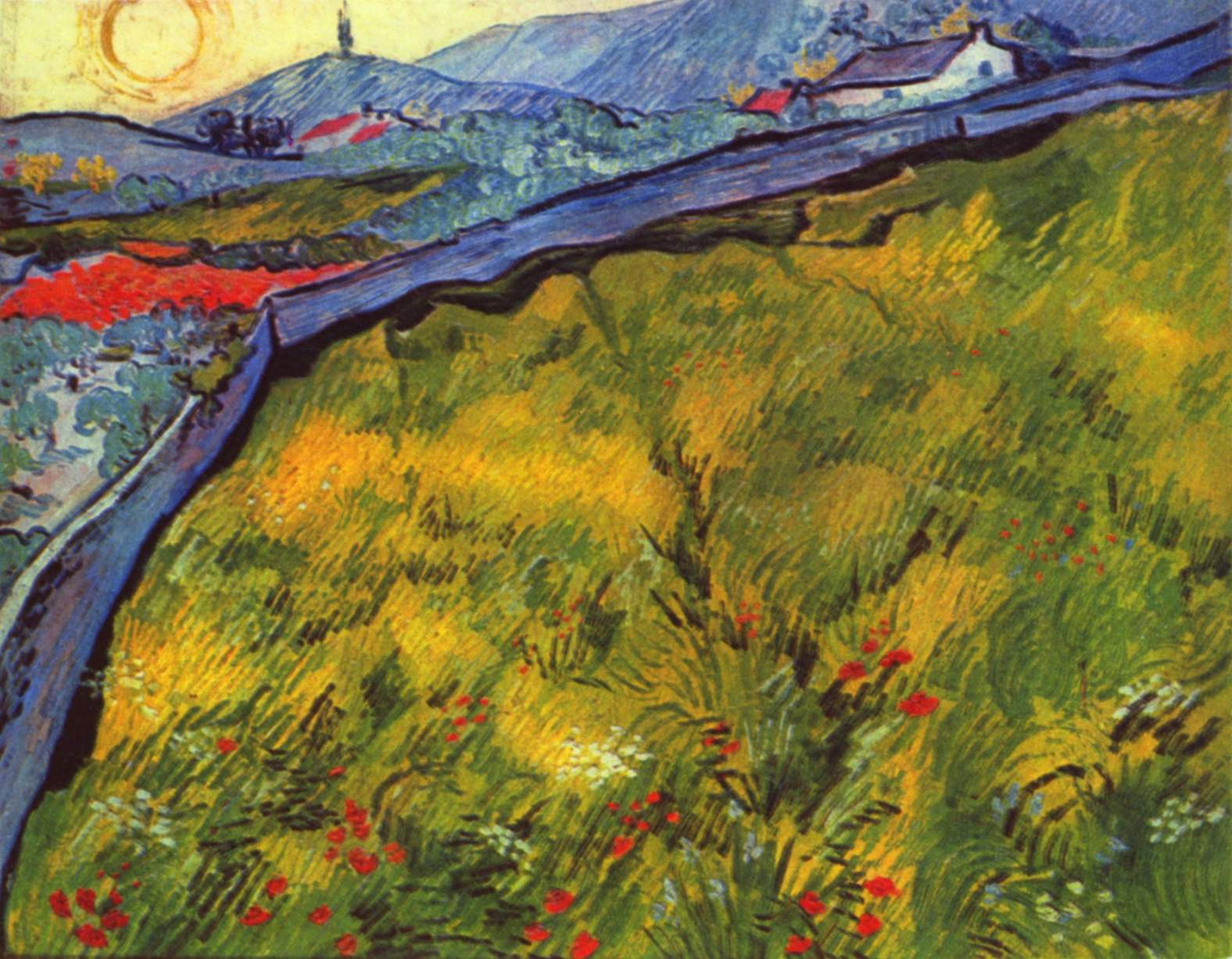
زمین گندم محصور در طلوع خورشید، مه ۱۸۸۹، موزه کرولر-مولر، اوترلو، هلند (F720)
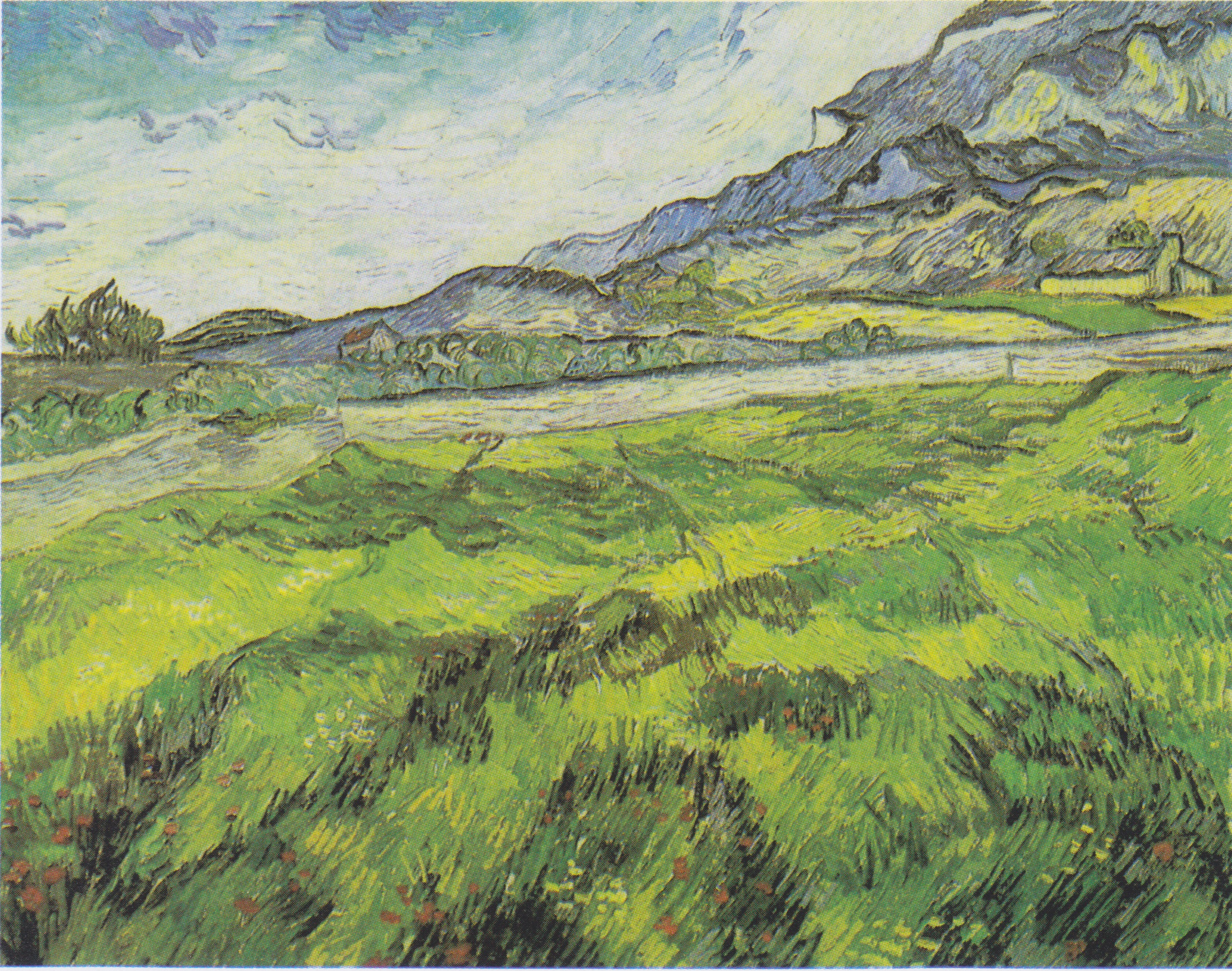
زمین گندم سبز، ژوئن ۱۸۸۹، صاحب نامشخص، احتمالاً به وام به کونستهاوس زوریخ، زوریخ (F718)
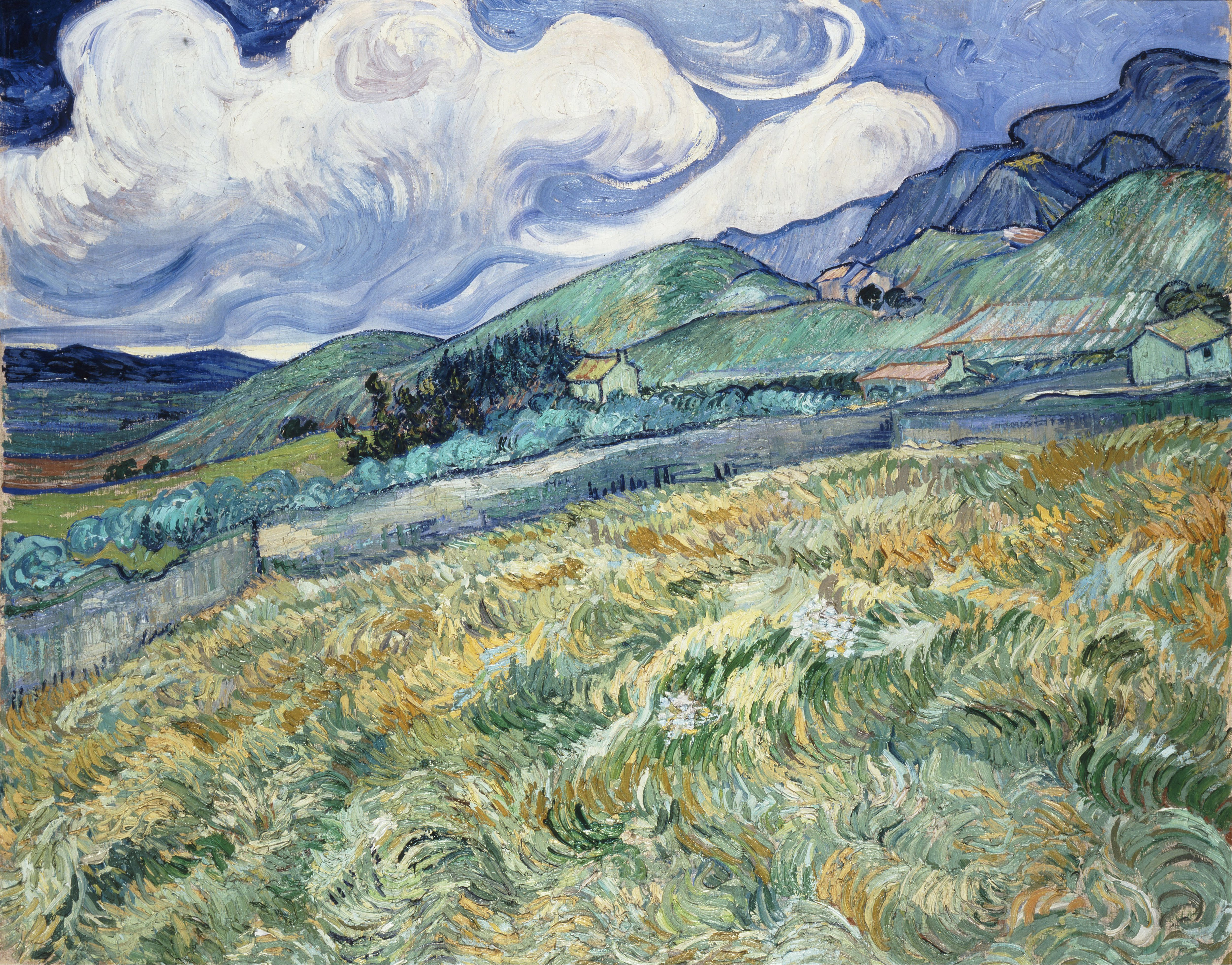
منظره کوهستانی پشت سن رمی، ژوئن ۱۸۸۹، نی کارلسبزگ گلیپتوتک، کپنهاگ (F611)
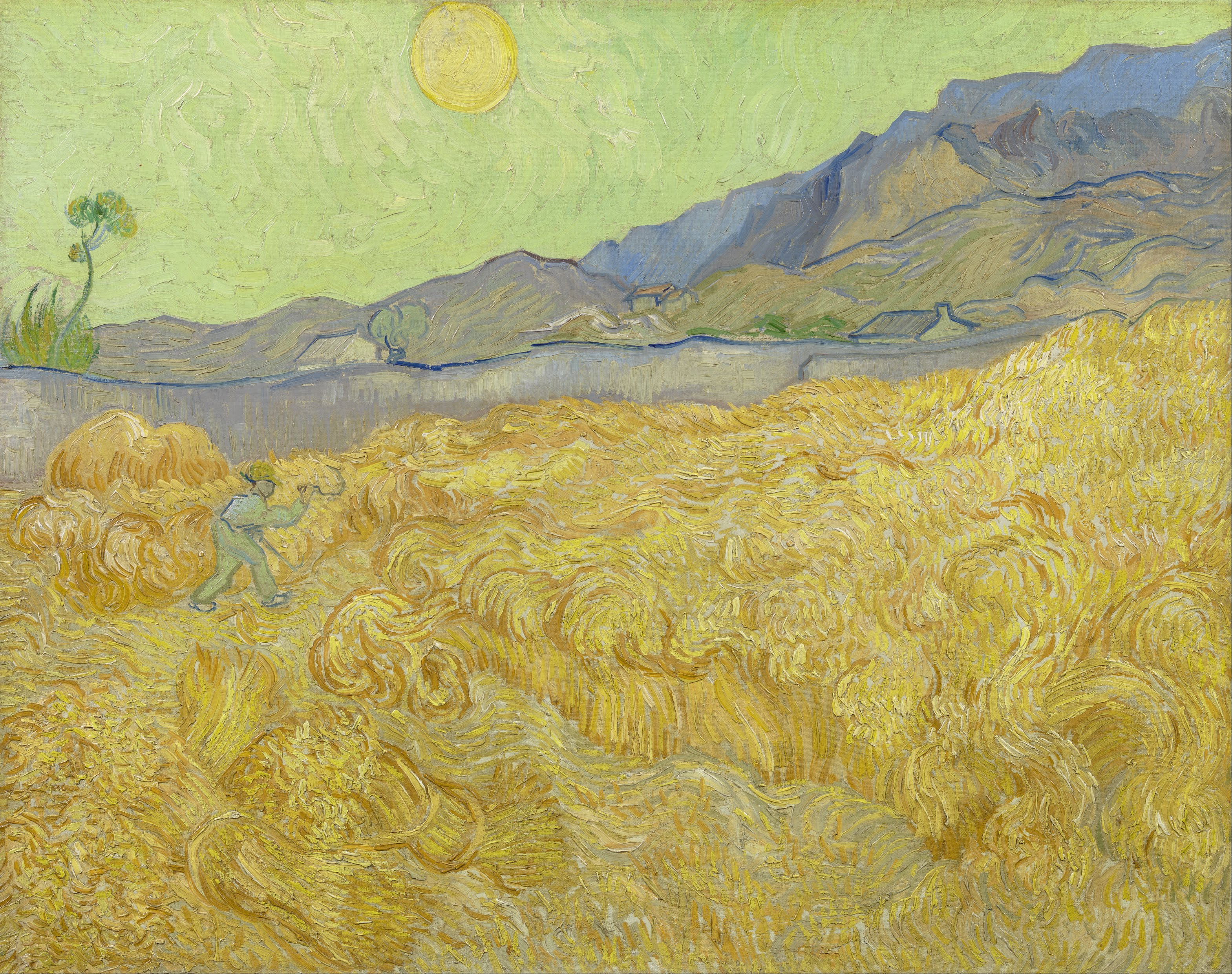
مزرعه گندم با ماشین درو، سپتامبر ۱۸۸۹، موزه ون گوگ، آمستردام (F618)
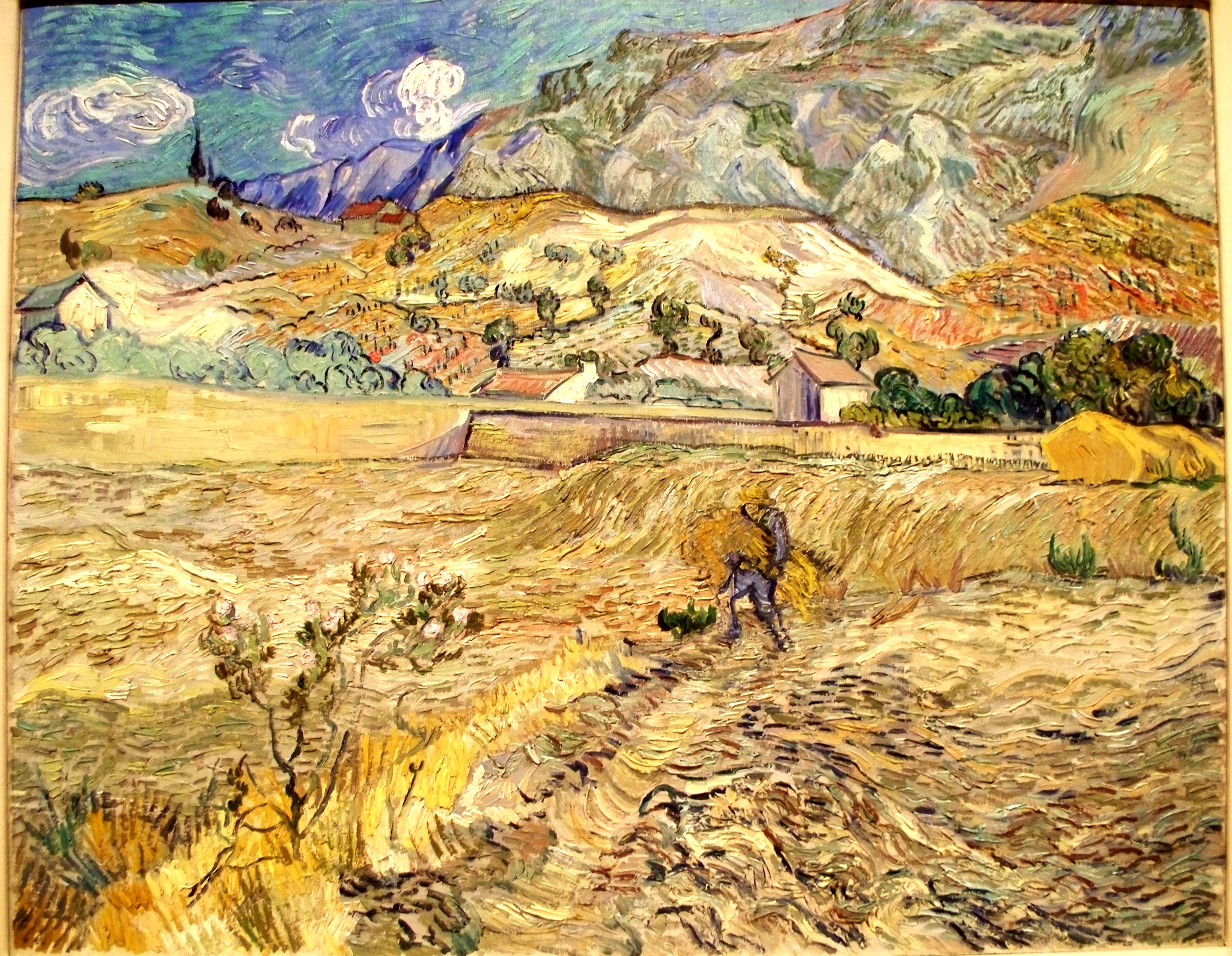
منظره در سن رمی (مزرعه محصور با دهقانان)، اوایل اکتبر ۱۸۸۹، موزه هنر ایندیاناپلیس، ایندیاناپولیس، ایندیانا (F641)
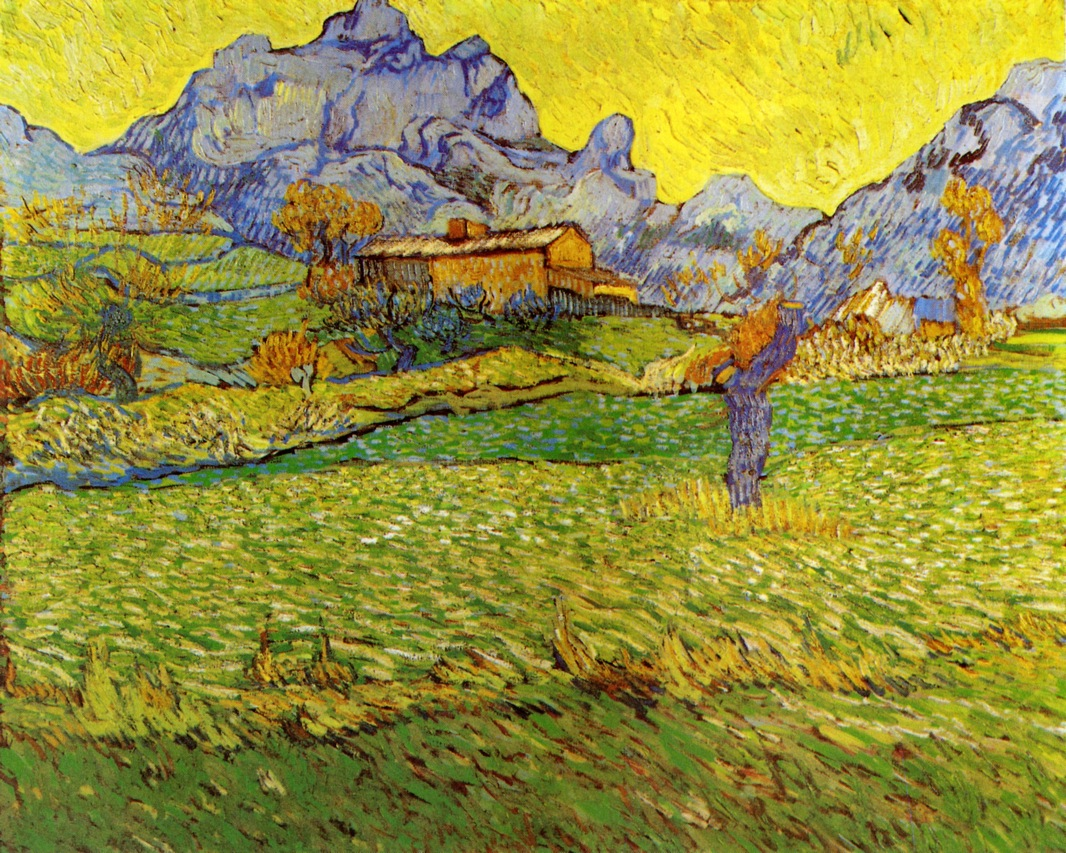
زمین‌های گندم در یک منظره کوهستانی، اواخر نوامبر-اوایل دسامبر ۱۸۸۹، موزه کرولر-مولر، اوترلو، هلند (F721)
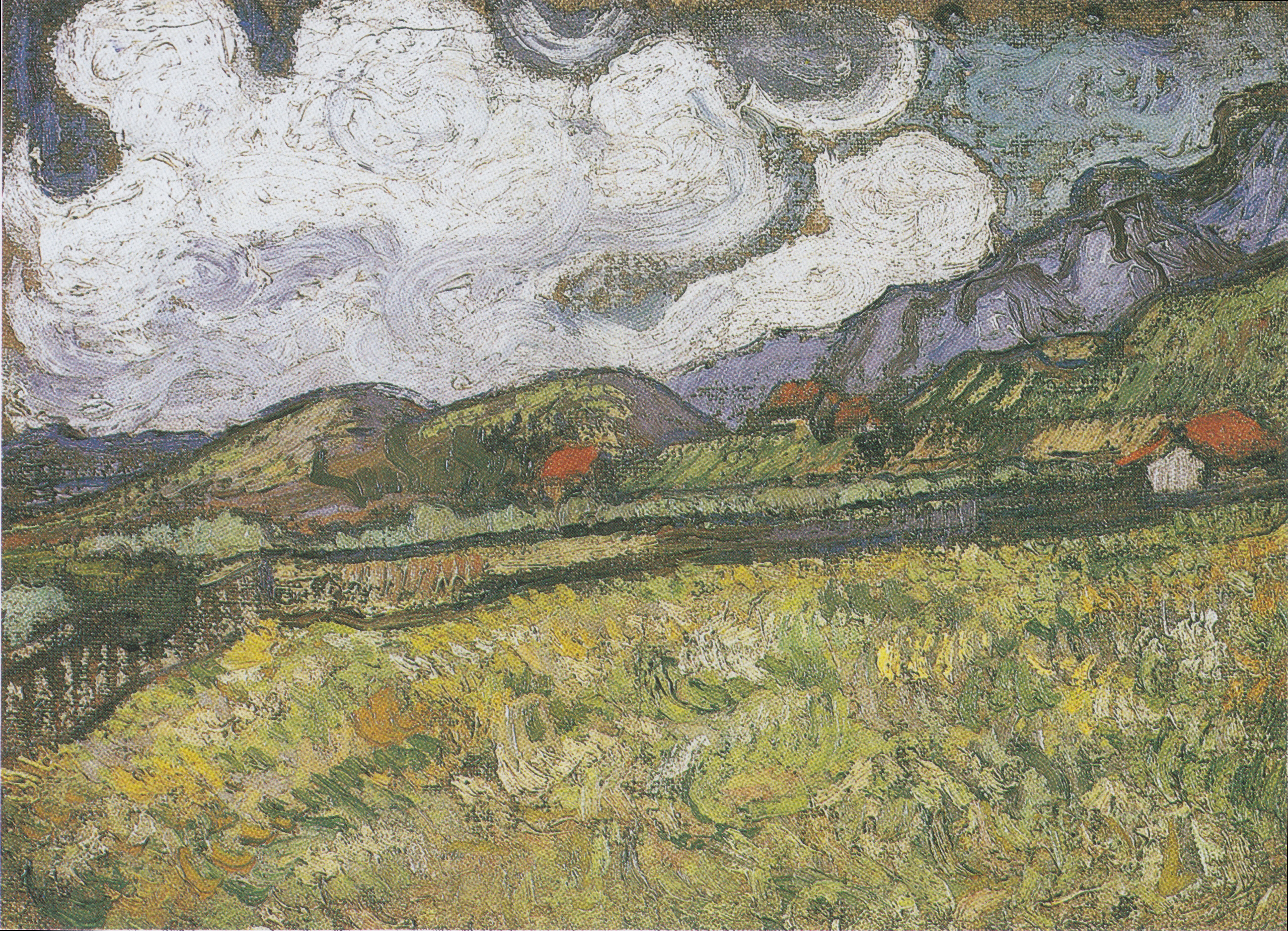
مزرعه گندم در پشت سن پاول، نوامبر ۱۸۸۹، موزه هنرهای زیبای ویرجینیا، ریچموند، ویرجینیا (F722)
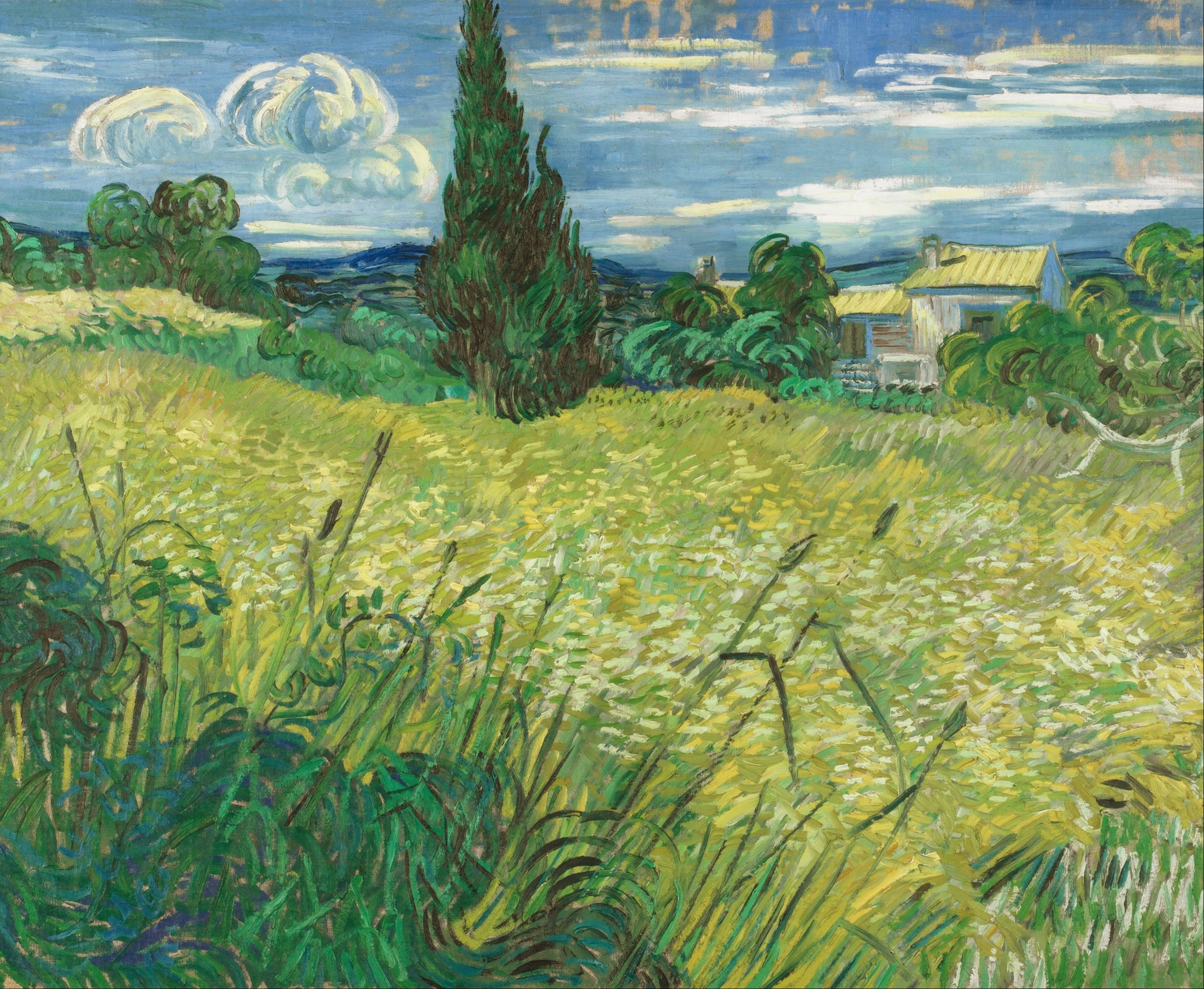
مزرعه گندم سبز با درخت سرو، ۱۸۸۹، گالری نارودنی، پراگ (F719)
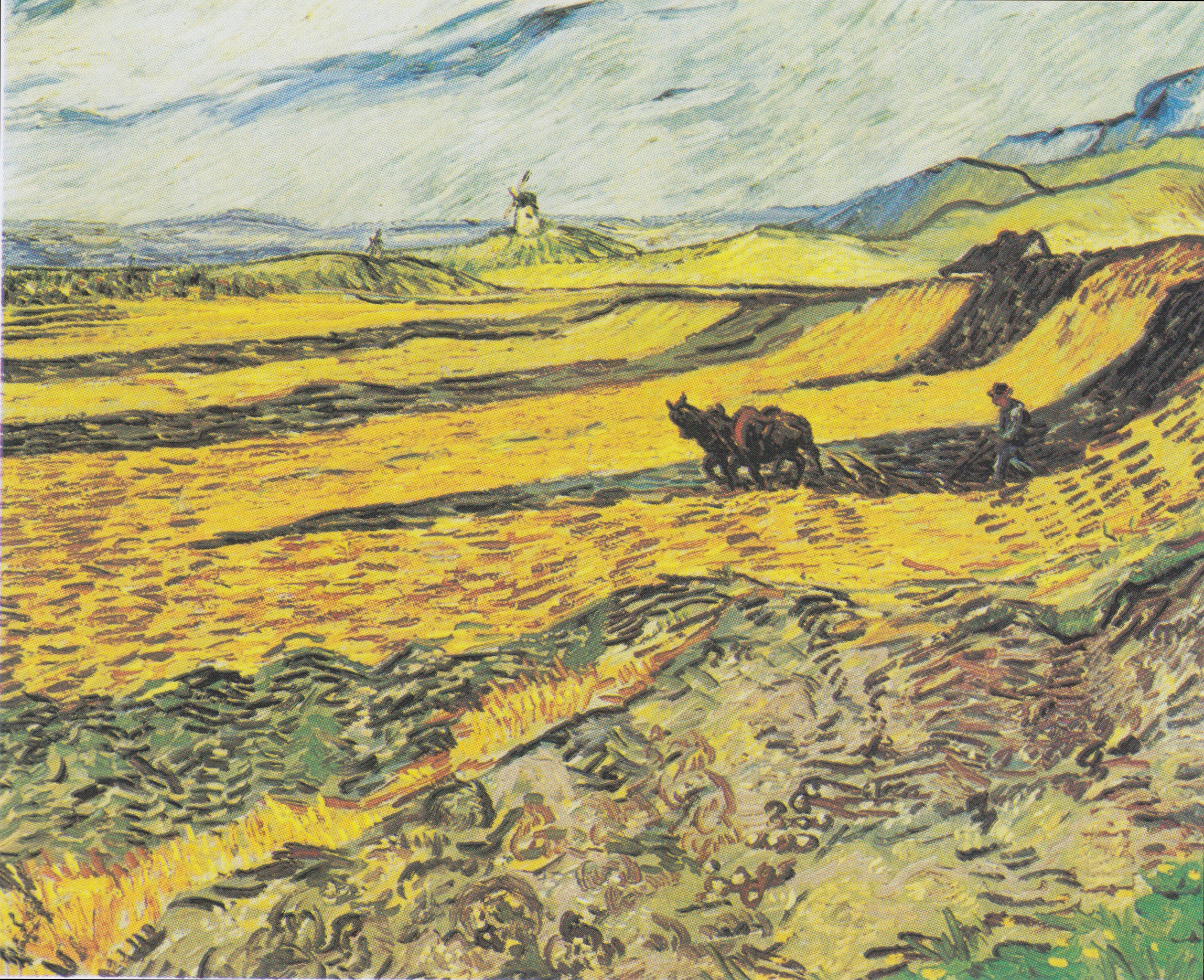
مزرعه گندم محصور شده با گاو آهن، اکتبر ۱۸۸۹، موزه هنرهای زیبا، بوستون (F706)